# Wydział Biologii i Hodowli Zwierząt Uniwersytetu Przyrodniczego we Wrocławiu
Wydział Biologii i Hodowli Zwierząt Uniwersytetu Przyrodniczego we Wrocławiu (WBHZ UP we Wrocławiu)  – jeden z 5 wydziałów Uniwersytetu Przyrodniczego we Wrocławiu powstały w 1951 roku jako Wydział Zootechniczny ówczesnej Wyższej Szkoły Rolniczej we Wrocławiu. Kształci studentów na czterech podstawowych kierunkach zaliczanych do nauk rolniczych, na studiach stacjonarnych oraz niestacjonarnych.
Wydział Biologii i Hodowli Zwierząt jest jednostką interdyscyplinarną. W jego ramach znajduje się 2 instytuty, 3 katedry i 1 pracownia naukowa. Poza tym w skład wydziału wchodzą: Wydziałowe Biuro Obsługi Projektów Unijnych oraz Muzeum Przyrodnicze.
Aktualnie zatrudnionych jest 73 nauczycieli akademickich, w tym 18 profesorów tytularnych, 22 doktorów habilitowanych w tym 15 pracujących na stanowisku profesora nadzwyczajnego oraz 33 pracowników naukowo-dydaktycznych ze stopniem naukowym doktora. W kodyfikacji Ministerstwa Nauki i Szkolnictwa Wyższego, pod względem działalności naukowej Wydział Biologii i Hodowli Zwierząt Uniwersytetu Przyrodniczego we Wrocławiu zaliczany jest do jednostek pierwszej kategorii. Liczna jest również grupa adiunktów. Wydział współpracuje również z emerytowanymi profesorami, których autorytet wspiera zarówno proces dydaktyczny, jak i przede wszystkim wymianę międzynarodową.

## Historia

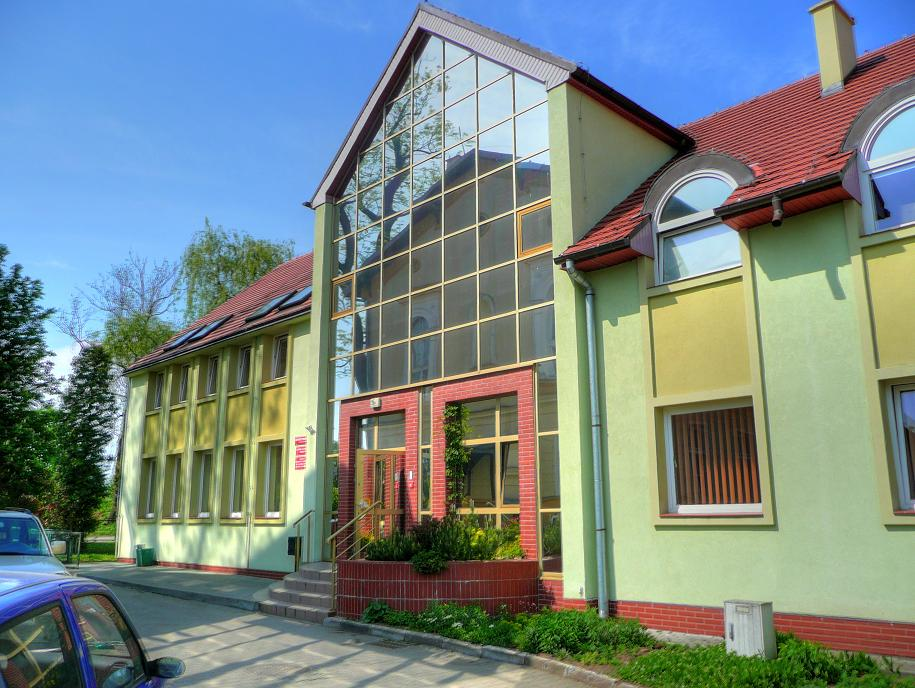
Jeden z obiektów (Instytut Biologii Środowiskowej) należących do WBiHZ UP we Wrocławiu przy ulicy Chełmońskiego we Wrocławiu

Wydział Biologii i Hodowli Zwierząt Uniwersytetu Przyrodniczego we Wrocławiu należy do najstarszych jednostek tego typu działających na wrocławskiej uczelni rolniczej. Jego zalążkiem był powstały w 1950 roku Instytut Hodowlany, działający w ramach Uniwersytetu i Politechniki Wrocławskiej. Został on w tym samym roku przekształcony w Instytut Zootechniki.
Wraz z wydzieleniem ze struktur Uniwersytetu i Politechniki Wrocławskiej w 1951 roku Wyższej Szkoły Rolniczej we Wrocławiu w jej strukturach znalazł się Wydział Zootechniki, powstały na bazie dotychczasowego Instytutu Zootechniki. W pierwszym roku działalności w skład Wydziału Zootechnicznego wchodziło 6 katedr: Katedra Ogólnej Hodowli Zwierząt (kierowana przez prof. Tadeusza Olbrychta), dwie katedry utworzone w 1952 roku z podziału Katedry Szczegółowej Hodowli i Żywienia Zwierząt - Katedra Szczegółowej Hodowli Zwierząt (prowadzona przez prof. Tadeusza Konopińskiego) i Katedra Żywienia Zwierząt (kierowana przez prof. Zygmunta Ruszczyca), w krótkim czasie przekształcona w Katedrę Żywienia Zwierząt i Paszoznawstwa, Katedra Limnologii i Rybactwa (kierowana przez prof. Mariana Standenberga), Katedra Zoologii (kierowana przez dr Stanisława Listkiewicza a od 1954 roku przez prof.Stanisława Chudobę) oraz Katedra Zoohigieny (prowadzona przez prof. Mieczysława Cenę).
W kolejnych latach struktura wydziału rozwijała się dynamicznie wraz z rozwojem nauki i dydaktyki. W 1998 roku zmieniono dotychczasową nazwę wydziału na Wydział Biologii i Hodowli Zwierząt.

## Kierunki kształcenia
Wydział Biologii i Hodowli Zwierząt Uniwersytetu Przyrodniczego we Wrocławiu prowadzi następujące kierunki studiów:
- Studia licencjackie, 3-letnie i inżynierskie 3,5-letnie (pierwszego stopnia) 
  - zootechnika (inżynierskie)
  - biologia (licencjackie)
  - biologia człowieka (licencjackie)
  - bioinformatyka (inżynierskie)
- Studia magisterskie uzupełniające 1,5 lub 2-letnie (drugiego stopnia) o specjalnościach:
  - zootechnika:
    - hodowla i użytkowanie zwierząt gospodarskich
    - hodowla i użytkowanie koni
    - hodowla zwierząt towarzyszących i wolno żyjących
    - produkcja pasz i doradztwo żywieniowe

  - biologia
    - biologia środowiskowa
    - biologia człowieka
    - techniki laboratoryjne w biologii
- Ponadto Wydział oferuje następujące studia podyplomowe[7]:
  - hodowla koni i jeździectwo
  - hodowla zwierząt towarzyszących i egzotycznych
  - naukowe podstawy treningu koni
  - pielęgniarstwo i chów zwierząt towarzyszących
  - planowanie i organizacja hodowli zwierząt gospodarskich
  - produkcja pasz przemysłowych, premiksów i doradztwo z zakresu żywienia zwierząt
  - zarządzanie Bezpieczeństwem i Higieną Pracy
- Studia doktoranckie (trzeciego stopnia) w następującej dziedzinie[8]:
  - zootechnika
- Wydział ma uprawnienia do nadawania następujących stopni naukowych[9]:
  - doktora nauk rolniczych w zakresie zootechniki
  - doktora habilitowanego nauk rolniczych w zakresie zootechniki

Obecnie na Wydziale planuje się uruchomienie nowych kierunków studiów pierwszego, a następnie drugiego stopnia na kierunkach: biologia człowieka oraz kynologia.

## Tematyka badawcza wydziału
Wydział Biologii i Hodowli Zwierząt Uniwersytetu Przyrodniczego prowadzi badania naukowe związane z:
- bioinżynieria – wykorzystanie wyników biologii molekularnej w doskonaleniu struktury genetycznej zwierząt hodowlanych
- badania nad doskonaleniem wartości hodowlanej i użytkowej oraz dobrostanu bydła, drobiu, trzody chlewnej, owiec i koni
- badania nad możliwościami sterowania poprzez żywienie zwierząt układem immunologicznym, zdrowiem, jakością produktów pochodzenia zwierzęcego oraz minimalizowanie emisji metabolików do środowiska
- badania nad intensyfikacją produkcji rybackiej i pszczelarskiej w makroregionie śląskim – uwarunkowania przyrodnicze, środowiskowe i ekonomiczne
- zagadnienia taksonomiczno-faunistyczne i ekologiczne:
  - ekologia i faunistyka różnych regionów kraju ze szczególnym uwzględnieniem obszarów chronionych,
  - systematyka wybranych grup bezkręgowców,
  - paleozoologia i morfologia ssaków.

## Poczet dziekanów
1. prof. dr hab. Tadeusz Olbrycht (1951–1952)
2. dr Ludwik Szopa (1952–1954)
3. prof. dr hab. Tadeusz Konopiński (1954–1956)
4. prof. dr hab. Stanisław Chudoba (1956–1969)
5. prof. dr hab. Jerzy Juszczak (1969–1976)
6. dr hab. Aleksander Dobicki (1976–1981)
7. dr hab. Bolesław Żuk (1981–1982)
8. dr hab. Wiesław Poznański (1982–1984)
9. prof. dr hab. Tadeusz Szulc (1984–1987)
10. prof. dr hab. Dorota Jamroz (1987–1990)
11. prof. dr hab. Stefan Jaczewski (1990–1992)
12. prof. dr hab. Andrzej Filistowicz (1992–1999)
13. prof. dr hab. Zbigniew Dobrzański (1999–2005)
14. prof. dr hab. Witold Janeczek (2005–2008)
15. prof. dr hab. Andrzej Filistowicz (2008–2012)
16. prof. dr hab. Andrzej Zachwieja (2012–2016)
17. prof. dr hab. Adam Roman (2016–2024)
18. dr hab. inż. Magdalena Zatoń-Dobrowolska (od 2024)

## Władze Wydziału
W kadencji 2024–2028:
| Stanowisko                                                     | Imię i nazwisko                          |
| -------------------------------------------------------------- | ---------------------------------------- |
| Dziekan                                                        | dr hab. inż. Magdalena Zatoń-Dobrowolska |
| Prodziekan ds. kierunku studiów: biologia i biologia człowieka | dr Jacek Szczurowski                     |
| Prodziekan ds. kierunku studiów: bioinformatyka i zootechnika  | dr inż. Barbara Król                     |
| Prodziekan ds. współpracy                                      | dr hab. inż. Przemysław Cwynar           |

## Struktura organizacyjna

### Instytut Biologii Środowiskowej
Dyrektor: dr hab. Grzegorz Zaleśny
- Pracownia dla Zrównoważonego Biorozwoju
- Zakład Antropologii
- Zakład Biologii Roślin
- Zakład Systematyki i Ekologii Bezkręgowców
- Zakład Ekologii Kręgowców i Paleontologii

### Instytut Hodowli Zwierząt
Dyrektor: prof. dr hab. inż. Artur Kowalczyk
- Zakład Hodowli Pszczół
- Zakład Hodowli Trzody Chlewnej i Koni
- Zakład Limnologii i Rybactwa
- Zakład Hodowli Owiec i Zwierząt Futerkowych
- Zakład Hodowli Drobiu
- Zakład Hodowli Bydła i Produkcji Mleka

### Katedra Biologii Eksperymentalnej
Kierownik: prof. dr hab. Krzysztof Marycz

### Katedra Genetyki
Kierownik: dr hab. inż. Wojciech Kruszyński
- Pracownia Genetyki Populacji i Cech Ilościowych
- Pracownia Biostatystyki
- Pracownia Biologii Molekularnej Komórki
- Pracownia Biologicznych Podstaw Hodowli Zwierząt i Cytogenetyki

### Katedra Higieny Środowiska i Dobrostanu Zwierząt
Kierownik: prof. dr hab. inż. Robert Kupczyński

### Katedra Żywienia Zwierząt i Paszoznawstwa
Kierownik: prof. dr hab. inż. Mariusz Korczyński

### Muzeum Przyrodnicze
Kierownik: dr Dariusz Łupicki